# 卵蒴絲瓜蘚
卵蒴絲瓜蘚（学名：Pohlia proligera）为真蘚科絲瓜蘚屬下的一个种。

## 扩展阅读
- 維基物種上的相關：卵蒴絲瓜蘚